# Jane Siberry
Jane Siberry ou Issa (née le 12 octobre 1955 à Toronto) est une chanteuse et une compositrice canadienne.
Elle a eu des succès de musique new wave dans les années 1980, notamment pour les chansons Mimi on the Beach, I Muse Aloud. Elle a obtenu le Prix Lynch-Staunton en 2005.
Depuis juin 2006, elle a changé son nom pour s'appeler Issa.

## Diffusion directe par Internet
Jane Siberry a souvent critiqué le fonctionnement des radios commerciales et de l'industrie du disque. En 2005, elle a adopté une politique de prix libre, directement sur son site web: l'acheteur a le choix entre un prix standard (environ 0,99 dollar par morceau), paiement immédiat ou plus tard, prix choisi, ou "cadeau de Jane".
Sa musique n'est disponible qu'au format MP3, pour éliminer les déchets plastiques. Dans une interview au Globe and Mail, Jane Siberry a indiqué que depuis qu'elle a mis en place ce système de prix libre, le revenu moyen qu'elle reçoit de ses acheteurs par morceau est légèrement supérieur au prix standard,.

## Discographie
- Jane Siberry - 1981
- No Borders Here - 1984
- The Speckless Sky - 1985
- The Walking - 1987
- Bound By the Beauty - 1989
- Summer in the Yukon - 1992, compilation
- A Collection 1984-1989 - 1992, compilation
- When I Was a Boy - 1993
- Maria - 1995
- Teenager - 1996
- A Day in the Life - 1997
- Child: Music for the Christmas Season - 1997
- Lips: Music for Saying It - 1999
- Tree: Music for Films and Forests - 1999
- Hush - 2000
- City - 2001
- Love is Everything: The Jane Siberry Anthology - 2002
- Shushan the Palace: Hymns of Earth - 2003
- Dragon Dreams - 2008
- With What Shall I Keep Warm? - 2009
- Meshach Dreams Back - 2011
- Ulysses' Purse - 2016
- Angels Bend Closer - 2016